# Pohjolan Liikenne
Pohjolan Liikenne est un groupe de transport par bus en Finlande .

## Présentation
Pohjolan Liikenne est une division de VR-Yhtymä Oy.
Pohjolan Liikenne est fondée au printemps 1940 en tant qu'entreprise publique pour couvrir les besoins de commerce international de la Finlande par le port de Liinahamari à Petsamo.
Grâce au Gulf Stream, le port n'est jamais pris par les glaces et à cette période et les trajets de la mer Baltique sont impraticables à cause des mines marines.

## Liaisons distantes
Avec près de 300 bus Pohjolan Liikenne assure des liaisons à grande distance :
- Helsinki–Salo–Turku
- Rauma–Turku
- Helsinki–Loviisa–Karhula–Kotka
- Helsinki–Lahti–Mikkeli–Kuopio–Kajaani
- Kotka–Lahti–Tampere

À la fin février 2019, Pohjolan Liikenne arrêtera toutes ses liaisons à grande distance, activité qu'elle juge désormais non rentable. 
Ce faisant la société abandonnera cinq pour cent de son activité.

## Transports urbains
- Lignes de Finnair City Bus
- Lignes à Espoo : 104, 111, 113, 114, 143, 145, 146, 147, 164, 165
- Lignes à Helsinki: 50, 51, 52, 56, 57, 58, 59, 61(N, T), 64-67,
- Lignes à Kirkkonummi: 901–903, 906–909
- Lignes régionales: 171-174, 552, 555, 785–788, 841(N), 911, 912, 985–987
- Lignes à Sipoo: 982, 984, 991–996

## Transport de marchandises
La société assuré ke transport de marchandises par ses filiales:
- VR Transpoint (en) Oy Ab -
- Transpoint Cargo Oy -
- Transpoint International Group.